# ابراهیم شهیچ
ابراهیم شهیچ (تلفظ بوسنیایی [ibrâːxim ʃêːxitɕ]؛ زادهٔ ۲ سپتامبر ۱۹۸۸) بازیکن فوتبال اهل بوسنی و هرزگوین است که به‌عنوان دروازه‌بان برای باشگاه فوتبال کونیااسپور و تیم ملی فوتبال بوسنی و هرزگوین بازی می‌کند.
از باشگاه‌هایی که در آن بازی کرده‌است می‌توان به باشگاه فوتبال قره‌باغ، باشگاه فوتبال ژلیزنیچار سارایوو، و باشگاه فوتبال مرسین اشاره کرد.
وی همچنین در تیم‌های ملی فوتبال تیم ملی فوتبال زیر ۲۱ سال بوسنی و هرزگوین و بوسنی و هرزگوین بازی کرده‌است. او تاکنون بیش از ۴۰ بازی ملی برای تیم ملی بوسنی و هرزگوین انجام داده است.